# 內政部宗教及禮制司
中華民國內政部宗教及禮制司是中華民國內政部下轄之幕僚單位，負責宗教行政與國家禮制相關業務，包括宗教團體登記、寺廟管理、宗教自由政策、宗教會議召集與國家祭典、儀典事務，是全國宗教政策與行政協調的最高主管機關。

## 沿革
中華民國政府早期宗教與禮制事務隸屬於內政部民政司。隨著宗教多元與政教分離政策推動，內政部將該業務獨立設司，專責處理宗教與禮制相關法令、協調與登記管理。今日之宗教及禮制司主要繼承民政司時期之宗教行政業務。

## 業務職掌
宗教及禮制司主要職掌如下：
- 推動宗教自由政策與宗教法制建構
- 管理宗教團體設立登記及法人監督
- 協調各宗教間事務與宗教諮詢會議召開
- 執行寺廟管理、財務申報與公益事務推動
- 辦理國家重大祭典、儀典及禮制之訂定
- 輔導地方政府宗教業務辦理

## 辦公地點
宗教及禮制司設於臺北市中正區徐州路5號「中央聯合辦公大樓南棟」，與內政部其他司級單位共用辦公設施。

## 組織編制
宗教及禮制司設有下列業務單位：
- 綜合規劃科
- 宗教行政科
- 禮制事務科
- 寺廟登記與法人管理科

司內職位設有司長、副司長、各科科長及專員等職務。

## 外部連結
- 中華民國內政部宗教及禮制司